# Macrolabis cirsii
Macrolabis cirsii är en tvåvingeart som först beskrevs av Ewald Rübsaamen 1890.  Macrolabis cirsii ingår i släktet Macrolabis och familjen gallmyggor. Inga underarter finns listade i Catalogue of Life.